# Pont-écluse de Mayence

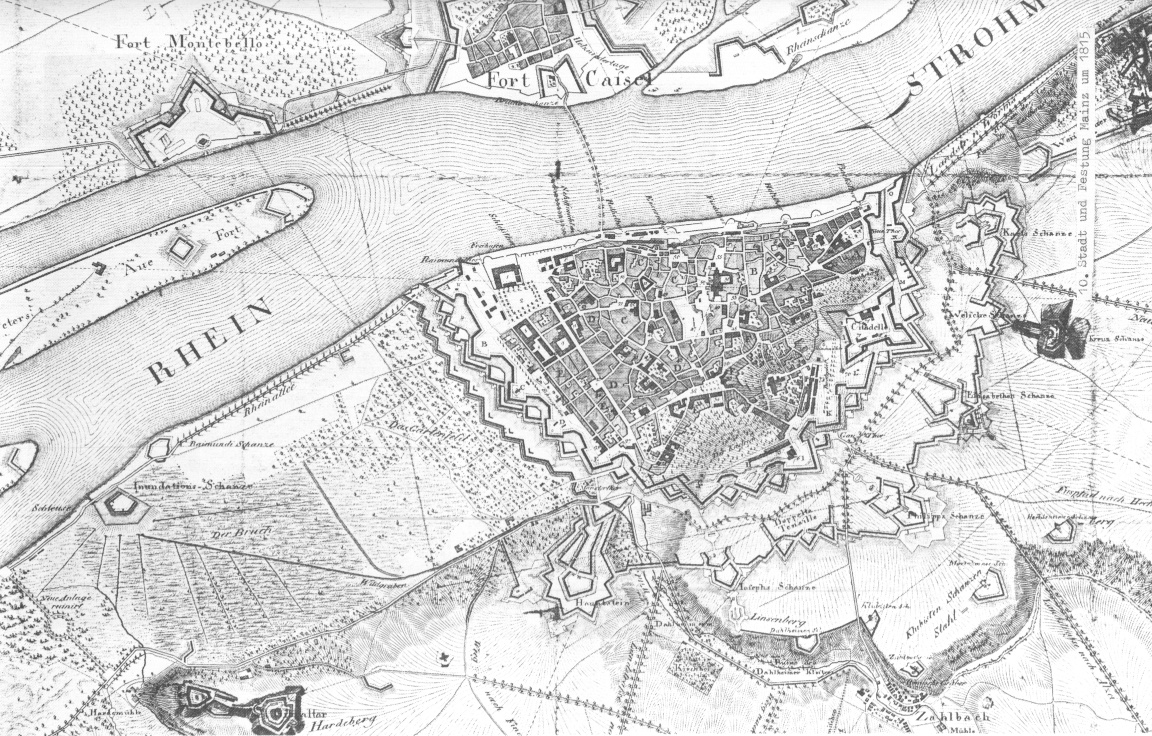
Le pont-écluse avec sa digue jusqu'aux portes Raimond; vis-à-vis l' île Saint-Pierre et fort Montebello

Le pont-écluse de Mayence (en allemand Inondationsschanze) était un pont-écluse vis-à-vis de l'île Saint-Pierre au nord-est de Mayence faisant partie d’un ensemble d’ouvrages permettant de traverser le Rhin en temps de paix et destiné, en cas d’attaque, à défendre la forteresse de Mayence en inondant la vallée au nord de Mayence à volonté tout le terrain jusque vis-à-vis de l'Île Saint-Pierre. Le Gartenfeld fut une zone d'inondation.

## Historique
Après le coup d'État du 18 brumaire, Bonaparte s'était imposé comme l'homme le plus influent de la jeune république, à laquelle Mayence, capitale de Département du Mont-Tonnerre, était elle-même rattachée depuis. Non seulement il ordonna la reconstruction des forts (jusqu'à Cassel sur la rive droite du Rhin), la construction de fort Montebello, mais aussi l'érection d'une digue le long du fleuve. Il inspecta la ville à plusieurs reprises.
L'eau a toujours été au cœur des stratégies militaires. Inspiré d’un projet d'inondation de territoire pour empêcher l'avancée de l'ennemi de Louis de Cormontaigne, la réalisation de l'ouvrage est confiée à un ingénieur de la direction du génie de Mayence. Le pont-écluse du nord n’était pas le seul pont-écluse de Mayence ; il était projeté aussi à la même époque le pont-écluse du sud.
La construction du pont-écluse débuta en 1807, soit dix ans après l'annexion de Mayence après le Traité de Campo-Formio. Les digues de protection contre les inondations, situées dans le lit majeur du Rhin furent érigées par Eustache de Saint-Far, ordonnées par le préfet du département du Mont-Tonnerre André Jeanbon Saint-André.
« Alors le passage ne pourrait plus être inquiété d'aucune manière, l'ennemi ne pouvant approcher du pont qu'à une grande distance, parce que l'inondation l'en empêcherait. Cette idée, je désire qu'on me la présente sur un huilé et qu'on me dise si cela est impossible d'après le nivellement, ou du moins si la dépense pour creuser ou aplanir le terrain serait assez forte pour qu'il fallût y renoncer. »
— Napoléon Bonaparte, Note pour le général Clarke, ministre de la guerre à Paris, Bayonne, 19 avril 1808
Ces ponts-écluses disposaient de l'entrée des eaux pouvant glisser dans des rainures faites dans les arches du pont. Lors d’une attaque ennemie, ils faisaient glisser tout d’abord les grilles dans la première rainure. Dès lors ce côté n'est plus attaquable ; dès lors l'ennemi ne s'y présentera pas.
Le rayon de Gartenfeld entre la ceinture fortifiée de Mayence et le marais de Mombach forme une ligne de défense avant la place de Mayence. Il constitue son périmètre de protection et délimite aussi bien le tracé de la frontière proche que le cadre légal de l'autorité d'action des ingénieurs militaires, surtout quand ceux-ci viendront à être concurrencés, dans leur maîtrise du territoire, par le corps des Ponts et Chaussées.
La première ligne de défense de Mayence avec le territoire de l’inondation perd son statut militaire après la guerre franco-prussienne en 1872 par des négociations avec l'administration de la forteresse fédérale et fait place à des quartiers modernes et des zones industrielles du Mainz-Neustadt.
La « Nouvelle Ligne de Défense » (troisième ceinture fortifiée de Mayence) avait déjà été réalisée au début du XXe siècle, puis modernisée au cours de ce même siècle.